# قرنطینه (فیلم ۱۳۸۶)
فیلم قرنطینه به کارگردانی منوچهر هادی، نویسندگی منوچهر هادی و سعید دولتخانی و تهیه‌کنندگی محمد نشاط ساخته سال ۱۳۸۶ است.

## خلاصهٔ فیلم
جوانی به نام سهیل با تکیه به ثروت پدرش، فقط به خوش‌گذرانی مشغول است. او شبی در بازگشت از یک مهمانی تصادف می‌کند و مجروح می‌شود. مقصر از صحنه می‌گریزد و دختری به نام سمیه او را به بیمارستان می‌رساند. سهیل چشم که باز می‌کند و سمیه را می‌بیند، به او دل می‌بازد و با معرفی‌کردنش به عنوان مقصر تصادف باعث می‌شود پلیس او را نگه دارد تا بیشتر با سمیه آشنا شود. سمیه ابتدا در برابر اظهار علاقهٔ سهیل مقاومت می‌کند اما سهیل سرانجام دل او را به دست می‌آورد و از سمیه تقاضای ازدواج می‌کند. 
داریوش پدر سهیل به شدت مخالف این ازدواج است و اعتقاد دارد سمیه و خانواده‌اش طمع به پول او دارند. با این حال سهیل به قیمت طرد شدن از خانواده و محروم‌شدن از ثروت پدر، قصد ازدواج با سمیه را دارد. در آزمایش‌های پیش از ازدواج، معلوم می‌شود که سمیه سرطان خون دارد و حتی با وجود شیمی‌درمانی حداکثر شش ماه زنده خواهد ماند. 
سهیل که فکر می‌کند در خارج از کشور ممکن است شانسی برای درمان سمیه باشد، برای کمک گرفتن از پدرش به سراغ او می‌رود، ولی پدر حاضر به این کار نمی‌شود. سهیل به گاوصندوق پدرش دستبرد می‌زند و داریوش او را به زندان می‌اندازد و به برادر سمیه می‌گوید سهیل به خارج از کشور رفته تا آن‌ها از او قطع امید کنند.
سمیه که در بخش قرنطینه بیمارستان بستری شده، در انتظار کمک سهیل است که از برادرش می‌شنود او به خارج رفته. مادر سمیه برای معالجهٔ دخترش یکی از کلیه‌هایش را می‌فروشد و به دروغ وانمود می‌کند که عمل آپاندیسیت کرده‌است. در حالی که سمیه به مرگ نزدیک می‌شود، نامادری سهیل با گرو گذاشتن سندی او را آزاد می‌کند. 
سهیل به سراغ سمیه می‌رود و با رفع سوءتفاهم، جشن کوچک عروسی‌شان را در بیمارستان برگزار می‌کنند. نامادری سهیل در جشن عروسی شرکت می‌کند ولی با وجود تماس با پدر سهیل، او حاضر به شرکت در مراسم نمی‌شود. در حالی که پزشکان سمیه را جواب کرده‌اند و امیدی به زنده ماندن او نمی‌رود، مراسم ازدواج برگزار می‌شود و پایان مراسم مصادف است با مرگ مرد جوانی از ساکنان آسایشگاه که عاشق دختری بیمار در همان جا بوده و قصد ازدواج با او را داشته‌است.

## بازیگران
| بازیگر        | نقش     |
| ------------- | ------- |
| حمید گودرزی   | سهیل    |
| نیوشا ضیغمی   | سمیه    |
| رضا عطاران    | غلامرضا |
| افسانه بایگان | مهری    |
| خاطره حاتمی   | گلناز   |
| رضا رویگری    | داریوش  |
| شهره سلطانی   | سارا    |

## جشنواره‌ها
فیلم قرنطینه در بیست و ششمین دوره جشنواره فیلم فجر (۱۳۸۶) حضور داشته‌است.